# Trần Trọng Kim
Trần Trọng Kim (Hán tự: 陳仲金; 1883 – 1953) è stato un politico, scrittore e pedagogo vietnamita.
Dal 17 aprile al 23 agosto del 1945 fu primo ministro dell'Impero del Vietnam, uno stato fantoccio di breve durata creato e voluto dall'Impero giapponese dopo i fatti del colpo di Stato giapponese in Indocina. A lui succederà Ho Chi Minh, come presidente della Repubblica Democratica del Vietnam.